# San Luis (Arizona)
San Luis é uma cidade localizada no estado americano do Arizona, no condado de Yuma. Foi incorporada em 1979.

## Geografia
De acordo com o United States Census Bureau, a cidade tem uma área de 83,1 km², onde 82,9 km² estão cobertos por terra e 0,2 km² por água.

### Localidades na vizinhança
O diagrama seguinte representa as localidades num raio de 40 km ao redor de San Luis.

## Demografia
Segundo o censo nacional de 2010, a sua população é de 25 505 habitantes e sua densidade populacional é de 307,4 hab/km². Possui 6 525 residências, que resulta em uma densidade de 78,6 residências/km².